# Stazione di Caulonia
Stazione di Caulonia vasútállomás Olaszországban, Caulonia településen.

## Vasútvonalak
Az állomást az alábbi vasútvonalak érintik:
- Jonica-vasútvonal

## Kapcsolódó állomások
A vasútállomáshoz az alábbi állomások vannak a legközelebb:
- Stazione di Roccella Jonica
- Stazione di Riace